# Wapen van Appingedam
Het wapen van Appingedam was het wapen van de voormalige Groningse gemeente Appingedam. Het oude wapen werd op 8 december 1819 "vanwege den Koning" bevestigd. Het wapen werd op 25 juni 1964 aangepast. Sinds 2021 is het wapen niet langer als gemeentewapen in gebruik omdat de gemeente Appingedam in de nieuwe gemeente Eemsdelta op is gegaan.

## Blazoenering
De beschrijving van het wapen uit 1819 luidde als volgt (dat de kroon vijf bladeren heeft bleef bij de Hoge Raad van Adel onvermeld):
Van zwart, beladen met een pelikaan van zilver, voedende zijne jongen staande in een nest in natuurlijke kleur. Het schild gedekt met een kroon van goud.
Het aangepaste wapen uit 1964 werd bij Koninklijk Besluit van 25 juni 1964 nr. 35 vastgesteld en bevat andere kleuren:
In azuur een pelikaan met opgeheven vlucht met drie omgewende jongen met geopende vleugels, alles van goud, staande in een nest van sinopel en voedende zijn jongen met zijn bloed. Het schild gedekt met een gouden kroon van vijf bladeren.
N.B.:
- De heraldische kleuren zijn keel (rood), goud (geel), azuur (blauw) en sinopel (groen), het schild is gedekt met een markiezenkroon.

## Oorsprong
Het wapen kwam voor op een contrazegel, geheim- of kleinzegel genaamd, waarop een wapenschild met een pelikaan zich in de borst pikkend met opgeheven vlucht. Hij staat naast een nest met drie jongen en volgens de heraldische regels naar rechts gewend. Het oudst bekende exemplaar is uit ca. 1540. De pelikaan is vanouds het symbool van de alles opofferende liefde. En staat symbool voor Christus, hij gaf zijn bloed aan de mensenkinderen. Hij reinigde hen van hun zonden door het bloed dat vergoten werd toen hij stierf aan het kruis. Maria wordt gezien als het hemelse nest waar Christus in en uit vliegt. Door de tijd heen is de pelikaan in verschillende vormen en standen afgebeeld. Ook het aantal jongen wisselde.